# شون مارتن (مخرج)
شون مارتن (بالإنجليزية: Sean Martin)‏ هو كاتب ومخرج بريطاني، ولد في 1966.

## وصلات خارجية
- شون مارتن على موقع IMDb (الإنجليزية)
- شون مارتن على موقع قاعدة بيانات الفيلم (الإنجليزية)